# Виньеро дю Плесси, Арман Дезире де
Арма́н Дезире́ де Виньеро́ дю Плесси́-Ришельё, герцог д'Эгийон (д'Эгильон, Эгюйон), герцог д'Аженуа (фр. Armand-Désiré de Vignerot du Plessis-Richelieu, duc d’Aiguillon, duc d’Agenois; 31 октября 1761, Париж — 4 мая 1800, Гамбург) — французский  военный, государственный и политический деятель, лагерный маршал, приверженец Французской революции вплоть до 1792 года, депутат Учредительного собрания (1789—1791).

## Биография
Сын Эммануэля Армана Виньеро дю Плесси-Ришельё, герцога д'Эгийона (1720—1788). Под влиянием просвещенческой литературы стал идейным противником абсолютизма. В Учредительном собрании примкнул к левым и вступил в бретонский, переродившийся в якобинский, клуб.

#### Эпоха Французской революции
Самый богатый из феодалов, он был одним из первых, решившихся отказаться от всех чисто феодальных доходов, и в знаменитую ночь 4 августа 1789 года предложил отменить свободу привилегированных сословий от уплаты податей, все помещичьи и ленные права выкупить по оценке из 3,5%, а барщину и всякие другие личные повинности упразднить без выкупа.
По поводу вопроса о праве короля решать вопрос о войне и мире д’Эгийон (май 1790 г.) высказался за права Собрания, в июне того же 1790 г. горячо боролся за отмену дворянских титулов.
В 1792 году, командуя войсками в Поррантрюи (Porrentruy), д’Эгийон в письме к Барнаву порицал события 10 августа — штурм дворца Тюильри и арест Людовика XVI. Письмо было перехвачено, и он должен был бежать в Лондон, где эмигранты приняли его очень недружелюбно.

#### В конце жизни
До конца жизни он оставался убеждённым конституционалистом. Наполеон, став первым консулом, разрешил ему вернуться во Францию, но он умер на пути в отечество.